# Цвек, Дарья Яковлевна
Дарья Яковлевна Цвек (в девичестве — Маркевич; 10 октября 1909 — май 2004) — украинская кулинарка. Автор ряда популярных книг с рецептами, среди которых «Сладкое печенье» и другие.

## Биография
Отец, Яков Маркевич, работал в Варшаве инспектором Министерства доходов; часто брал дочку с собой на великосветские приёмы. С детства Дарью учили хорошим манерам, приготовлению и подаче блюд; готовить учили мама, бабушка.
После окончания гимназии Дарья Маркевич поступила в педагогическую семинарию Украинского педагогического общества (1923—1927, «Родной Школы») в Коломые. Дружила с Ириной Вильде, которая и посоветовала ей записывать рецепты и впоследствии издать книгу. Во времена учёбы играла на флейте в оркестре Коломыйской педагогической семинарии. Сперва, по просьбе отца, играла на скрипке. Будучи студенткой, пришла в симфонический оркестр, оказалось, что там нужна флейтистка.
Любимый предмет — биология. Поскольку педагогическая семинария давала право преподавать, то Дарья Маркевич в скором времени работала учительницей биологии в одной из школ под Львовом.
С будущим мужем, молодым преподавателем украинской гимназии «Родной Школы» — Львом Цвеком, познакомилась на посиделках Львовской политехники.
Вместе с мужем переехала из-под Львова на Тернопольщину, преподавала в городке Чорткове, в селе Солёном, а потом семья поселилась в Станиславове (ныне — Ивано-Франковск). Жила на улице Голубя (в 2010 году Ивано-франковский городской совет переименовал улицу в её честь).
Умерла в мае 2004 года.

## Произведения
Цвек — автор бестселлеров «Сладкое печенье», «К праздничному столу», «В будни и праздники», «Для гостей и семьи», «Нашим самым маленьким», «На добрый вечер», «Детям и родителям» и других. Книга «Сладкое печенье» переиздавалась девять раз. Эта книга, дополненная рецептами пирогов с солёной начинкой и напитков, издавалась под названием «Домашнее печенье».
Сборник рецептов и советов «Малышам и родителям» (Львов: Издательство Старого Льва) была признана «Книгой года-2002».
«Сладкое печенье» в очередной раз была переиздана в 2013 году (Львов: Издательство Старого Льва). Книга попала в список «Лидеры лета» по версии Всеукраинского рейтинга «Книга года-2013».